# Курилівська селищна рада
Кури́лівська се́лищна ра́да — адміністративно-територіальна одиниця та орган місцевого самоврядування в Петриківському районі Дніпропетровської області. Адміністративний центр — селище міського типу Курилівка.

## Загальні відомості
- Населення ради: 2616 осіб (станом на 2015 рік)

## Населені пункти
Селищній раді підпорядковані населені пункти:
- смт Курилівка

## Склад ради
Рада складається з 14 депутатів та голови.
- Голова ради: Гречановський Сергій Іванович
- Секретар ради:

### Керівний склад попередніх скликань
| Прізвище, ім'я, по батькові   | Основні відомості                                                                                   | Дата обрання | Дата звільнення |
| ----------------------------- | --------------------------------------------------------------------------------------------------- | ------------ | --------------- |
| Саєнко Олена Микитівна        | Селищний голова, 1937 року народження, освіта вища, позапартійна                                    | 26.03.2006   | 31.10.2010      |
| Саєнко Олена Микитівна        | Селищний голова, 1937 року народження, освіта вища, позапартійна                                    | 31.10.2010   | 16.08.2013      |
| Гречановський Сергій Іванович | Селищний голова, 1968 року народження, освіта вища, безпартійний                                    | 25.05.2014   | 25.10.2015      |
| Гречановський Сергій Іванович | Селищний голова, 1968 року народження, освіта вища, член партії Блок Петра Порошенка «Солідарність» | 25.10.2015   |                 |

Примітка: таблиця складена за даними сайту Верховної Ради України та ЦВК

### Депутати VII скликання
За результатами місцевих виборів 2015 року депутатами ради стали:

#### За суб'єктами висування
| Суб'єкт висування                          | Кількість обраних депутатів | %     |
| ------------------------------------------ | --------------------------- | ----- |
| Самовисування                              | 9                           | 64.29 |
| Партія «Відродження»                       | 2                           | 14.29 |
| Партія Блок Петра Порошенка «Солідарність» | 2                           | 14.29 |
| Політична партія «Соціалісти»              | 1                           | 7.14  |

#### За округами
| № округу | Прізвище, ім'я, по батькові        | Ким висунуто                                | Дата нар.  | Освіта              | Партійна приналежність                           | Відомості                                                                                           |
| -------- | ---------------------------------- | ------------------------------------------- | ---------- | ------------------- | ------------------------------------------------ | --------------------------------------------------------------------------------------------------- |
| 1        | Головата Світлана Анатоліївна      | Партія «Відродження»                        | 02.05.1970 | вища                | член Партії «Відродження»                        | комунальний заклад освіти — Курилівська СЗШ, директор                                               |
| 2        | Бєлявська Вікторія Василівна       | Самовисування                               | 29.09.1964 | загальна середня    | безпартійна                                      | ПрАТ «Оріль-Лідер», адміністратор                                                                   |
| 3        | Миршавка Наталія Іванівна          | Партія «Відродження»                        | 10.03.1960 | вища                | член Партії «Відродження»                        | Курилівська селищна рада Петриківського району Дніпропетровської області, секретар виконкому        |
| 4        | Жучкевич Юрій Олександрович        | ПАРТІЯ "БЛОК ПЕТРА ПОРОШЕНКА «СОЛІДАРНІСТЬ» | 29.05.1970 | вища                | член ПАРТІЇ "БЛОК ПЕТРА ПОРОШЕНКА «СОЛІДАРНІСТЬ» | ПП «Еталон», керуючий речового ринку                                                                |
| 5        | Кучер Валерій Миколайович          | Самовисування                               | 25.08.1958 | вища                | безпартійний                                     | ЗАО «Дзержинець», майстер матеріально-технічного постачання                                         |
| 6        | Сіданченко Володимир Станіславович | Самовисування                               | 10.07.1963 | вища                | безпартійний                                     | ПАТ «Дніпровський металургійний комбінат ім. Ф. Е. Дзержинського», оператор прокатного стану        |
| 7        | Беркут Ніна Іванівна               | Самовисування                               | 26.05.1952 | вища                | безпартійна                                      | пенсіонер                                                                                           |
| 8        | Крицький Вадим Анатолійович        | ПАРТІЯ "БЛОК ПЕТРА ПОРОШЕНКА «СОЛІДАРНІСТЬ» | 07.09.1970 | професійно-технічна | член ПАРТІЇ "БЛОК ПЕТРА ПОРОШЕНКА «СОЛІДАРНІСТЬ» | комунальний заклад освіти — Курилівська СЗШ, оператор газової котельні                              |
| 9        | Барабоша Юлія Олександрівна        | Самовисування                               | 01.06.1985 | вища                | безпартійна                                      | Курилівська селищна рада Петриківського району Дніпропетровської області, в.о. головного бухгалтера |
| 10       | Миршавка Роман Миколайович         | ПОЛІТИЧНА ПАРТІЯ «СОЦІАЛІСТИ»               | 07.12.1966 | вища                | член ПОЛІТИЧНОЇ ПАРТІЇ «СОЦІАЛІСТИ»              | Дніпродзержинська ТЕЦ, слюсар КВП                                                                   |
| 11       | Пашкевич Лідія Антонівна           | Самовисування                               | 03.06.1950 | вища                | безпартійна                                      | пенсіонерка                                                                                         |
| 12       | Лящина Василь Іванович             | Самовисування                               | 19.04.1969 | вища                | безпартійний                                     | ТОВ "Тепличний комбінат «Дніпровський», старший агроном блоку № 2                                   |
| 13       | Сезоненко В'ячеслав Олександрович  | Самовисування                               | 02.10.1985 | професійно-технічна | безпартійний                                     | ПАТ «Дніпровський металургійний комбінат ім. Ф. Е. Дзержинського», клепальник                       |
| 14       | Лебедько Олексій Васильович        | Самовисування                               | 13.09.1979 | професійно-технічна | безпартійний                                     | тимчасово не працює                                                                                 |

### Депутати VI скликання
За результатами місцевих виборів 2010 року депутатами ради стали:

#### За суб'єктами висування
| Суб'єкт висування | Кількість обраних депутатів | %    |
| ----------------- | --------------------------- | ---- |
| Партія регіонів   | 13                          | 81,3 |
| Самовисування     | 3                           | 18,8 |

#### За округами
| № округу        | Прізвище, ім'я, по батькові   | Дата визнання обраним | Освіта  | Партійна приналежність | Відомості про обраного депутата                             |
| --------------- | ----------------------------- | --------------------- | ------- | ---------------------- | ----------------------------------------------------------- |
| Партія регіонів |                               |                       |         |                        |                                                             |
| 1               | Кукура Галина Іванівна        | 02.11.2010            | вища    | позапартійна           | пенсіонер                                                   |
| 3               | Саленко Надія Іллівна         | 02.11.2010            | вища    | позапартійна           | Курилівська селищна рада, керуюча справами                  |
| 4               | Чернуха Лариса Віталіївна     | 02.11.2010            | вища    | позапартійна           | Курилівська селищна рада, начальник ВОБ                     |
| 5               | Пригарін Борис Іванович       | 02.11.2010            | вища    | позапартійний          | пенсіонер                                                   |
| 7               | Прокудін Микола Васильович    | 02.11.2010            | вища    | позапартійний          | Курилівська дільнична лікарня, рентгенолог                  |
| 8               | Чопенко Лариса Анатоліївна    | 02.11.2010            | вища    | позапартійна           | Дніпродзержинський ліцей № 2, вчитель                       |
| 9               | Рудяк Оксана Богданівна       | 02.11.2010            | вища    | позапартійна           | Курилівська селищна рада, спеціаліст                        |
| 10              | Беркут Ніна Іванівна          | 02.11.2010            | середня | позапартійна           | пенсіонер                                                   |
| 12              | Купченко Василь Іванович      | 02.11.2010            | вища    | позапартійний          | ВАТ «Дніпровагонмаш», працівник                             |
| 13              | Турків Василь Георгійович     | 02.11.2010            | вища    | член Партії регіонів   | Курилівська дільнича лікарня, головний лікар                |
| 14              | Прокудіна Надія Федорівна     | 02.11.2010            | вища    | позапартійна           | Курилівська селищна рада, секретар ради                     |
| 15              | Пашкевич Лідія Антонівна      | 02.11.2010            | вища    | позапартійна           | пенсіонер                                                   |
| 16              | Гладуш Віталій Вікторович     | 02.11.2010            | вища    | член Партії регіонів   | Миколаївська неповна середня загальноосвітня школа, вчитель |
| Самовисування   |                               |                       |         |                        |                                                             |
| 2               | Лісовська Ольга Володимирівна | 02.11.2010            | вища    | позапартійна           | Курилівський дошкільний навчальний заклад, вихователь       |
| 6               | Дяченко Тетяна Володимирівна  | 02.11.2010            | вища    | позапартійна           | Курилівська дільнична лікарня, старша медична сестра        |
| 11              | Рудяк Микола Леонідович       | 02.11.2010            | середня | позапартійний          | ЗАТ «Оріль-Лідео»                                           |